# Die Bestie in Menschengestalt
Die Bestie in Menschengestalt ist das fünfte Studioalbum der deutschen Punkrock-Band Die Ärzte. Es war das erste Album nach ihrer Neugründung im Jahre 1993 und erschien noch im selben Jahr. Rodrigo González war neuer Bassist der Band geworden.

## Hintergrund
Singleauskopplungen waren Schrei nach Liebe, Mach die Augen zu (jeweils 1993), Friedenspanzer und Quark (jeweils 1994). Erstgenannte war die bis dahin erfolgreichste Single der Band.
Auf der Quark-Maxi-CD wurde eine neue Version des Stückes mit völlig neuem Text unter dem Namen Quark (135 % politisch korrekt) veröffentlicht. Laut der Promobeilage von Quark, dem sogenannten Waschzettel, handelt es sich um die dritte Auskopplung. Wie oben beschrieben ist es jedoch die vierte.
In den 1980er-Jahren schrieb González bereits die von Bela B sogenannte „Punk-Urversion“ von Friedenspanzer; nach der Neugründung der Band schrieben Bela B. und González dann die auf diesem Album veröffentlichte Version.
Abgesehen von mehreren Intros und Outros auf einzelnen Alben der Ärzte, vereint Die Bestie in Menschengestalt mit den Liedern Claudia (Teil 95) und dem volkstümlichen Abschlusslied Wenn es Abend wird das kürzeste bzw. längste „reine“ Musikstück der Band auf einem Album. Während das auch hier enthaltene In(n)tro die kürzeste Einleitung eines Ärzte-Albums ist, befindet sich das kürzeste Outro auf dem Album Le Frisur.
Das Album erreichte Platz 2 der deutschen Album-Charts, hielt sich 21 Wochen in den Top 10 und wurde mit Dreifachgold ausgezeichnet.

## Titelliste
1. Inntro – 0:06
2. Schrei nach Liebe (Farin Urlaub, Bela B.) – 4:12
3. Schopenhauer (Farin Urlaub) – 3:06
4. Für uns (Bela B.) – 4:42
5. Hey Huh (in Scheiben) (Bela B., Farin Urlaub) – 1:29
6. FaFaFa (Farin Urlaub) – 1:41
7. Deutschrockgirl (Bela B./Bela B., Farin Urlaub) – 1:53
8. Mach die Augen zu (Farin Urlaub) – 4:00
9. Gehirn-Stürm (Bela B./Rodrigo González, Bela B.) – 4:04
10. Mit dem Schwert nach Polen, warum René? (Rodrigo González/Rodrigo González, Bela B.) – 4:28
11. Claudia (Teil 95) (Bela B., Rodrigo González, Farin Urlaub) – 0:09
12. Die Allerschürfste (Farin Urlaub) – 3:24
13. Friedenspanzer (Rodrigo González/Bela B.) – 3:56
14. Quark (Farin Urlaub) – 2:45
15. Dos Corazones (Rodrigo González) – 3:47
16. Kopfüber in die Hölle (Farin Urlaub) – 2:54
17. Omaboy (Bela B.) – 4:45
18. Lieber Tee (Farin Urlaub) – 4:47
19. Wenn es Abend wird (Farin Urlaub) – 6:36

## Singles
- Schrei nach Liebe mit den B-Seiten Wenn es Abend wird, Felicita und Ja (Demo). Sie erreichte ursprünglich Platz 9 der deutschen Single-Charts, hielt sich 5 Wochen in den Top 10 und wurde mit Gold ausgezeichnet. Im September 2015 – rund 22 Jahre nach Veröffentlichung – stieg Schrei nach Liebe infolge der Aktion Arschloch erneut in die Charts ein und erreichte auf Anhieb den ersten Platz der deutschen Single-Charts.
- Mach die Augen zu in der normalen Version sowie in einem Remix und mit den B-Seiten 25 Stunden am Tag, Punkrockgirl-Originalversion und Wahre Liebe. Sie erreichte Platz 31 der deutschen Single-Charts.
- Friedenspanzer in einer Neuen Super Fassung, ehrlich und mit den B-Seiten Die Wiking-Jugend hat mein Mädchen entführt, Stick it Out / What’s the Ugliest Part of Your Body, Die Allerschürfste (Outtake) und Schopenhauer (Auch neu, super, ehrlich). Sie erreichte Platz 32 der deutschen Single-Charts.
- Quark mit neuem, „135 % politisch korrektem Text“ und den B-Seiten Revolution ’94, Analyzer Smith (Unplugged), Mysteryland (Live), Hey Huh (In Scheiben) (Live) und Ein Haufen Gebrösel in D-Moll (Tour-Tour-Intro). Sie erreichte Platz 37 der deutschen Single-Charts.

## Trivia
- FaFaFa ist eine Anspielung auf den Song Die da!?! von Die Fantastischen Vier. In der zweiten Strophe ist zudem das Intro-Riff von Metallicas Master Of Puppets zu hören.
- Deutschrockgirl ist ein Rundumschlag gegen die Deutschrock-Szene, zu der Die Ärzte oft gezählt werden. Allerdings zählt die Band in dem Song auch ihr eigenes Stück Alleine in der Nacht in einer Reihe von Deutschrock-Hits mit auf. Zum Schluss gibt es mit „Arschfick ist bei mir nicht erlaubt“ noch eine Anspielung auf den Song Küssen verboten der Band Die Prinzen.
- Mit dem Schwert nach Polen, warum René? stammt noch aus Depp-Jones-Zeiten und wurde für das Album neu aufgenommen. Als Sprecher fungiert hier Bandmanager Axel Schulz. Die Ursprungsversion ist auf dem Sampler XNO – Proud To Be Wrong zu hören.
- Das Sample am Anfang von Friedenspanzer stammt aus dem Film Die nackte Kanone 2½.
- Das Sample am Anfang von Lieber Tee ist ein Zusammenschnitt einer Rezitation François Villons Eine Ballade für den Hausgebrauch im Winter von Klaus Kinski.
- Das Lied Omaboy enthält ein kurzes Vocalsample (bei Minute 3:20) aus dem 1987 indizierten Lied Geschwisterliebe.